# Гаврилов, Василий Иванович (инженер)
Василий Иванович Гаврилов (21.11.1898, Санкт-Петербург — 09.12.1966, Москва) — советский инженер, специалист по радиолокации, лауреат Сталинской премии.
Окончил Ленинградский электротехнический институт имени В. И. Ульянова (Ленина) (1935). Работа:
- 1935—1940 инженер НИИ-9 Наркомата тяжелой промышленности (Ленинград)
- 1940—1942 старший инженер НИИ-49 Наркомата судостроительной промышленности (НИИ автоматики и специальной связи, Ленинград, затем в эвакуации в Свердловске)
- 1942—1966 старший инженер, зам. начальника и начальник лаборатории НИИ-10 (в настоящее время — Морской научно-исследовательский институт радиоэлектроники «Альтаир»).

Разработчик СВЧ-приборов для РЛС Марс-1, Марс-2, Марс-3.
Кандидат технических наук (1964). Старший научный сотрудник (1966).
Сталинская премия 1946 года — за создание РЛС. Награждён 3 медалями.